# Kachi Assatiani
Kachi Assatiani (georgisch კახი ასათიანი; russisch Кахи Шалвович Асатиани/Kachi Schalwowitsch Assatiani bekannt; * 1. Januar 1947 in Telawi; † 20. November 2002 in Tiflis) war ein sowjetisch-georgischer Fußballspieler, -Trainer, Politiker und Manager.
Der langjährige Spieler von Dinamo Tiflis nahm mit der sowjetischen Fußballnationalmannschaft an der Europameisterschaft 1968 sowie der Weltmeisterschaft 1970 teil. Beim Eröffnungsspiel der WM 1970 sah er als erster Fußballspieler der Geschichte die Gelbe Karte, die während des Turniers erstmals im Einsatz war.
Ende der 1960er- und Anfang der 1970er-Jahre war Assatiani einer der besten Stürmer des sowjetischen Fußballs, 1973 verletzte er sich bei einem Meisterschaftsspiel schwer und kam nie mehr in Form, so dass er bereits mit 28 Jahren mit dem aktiven Sport aufhören musste. Insgesamt spielte er 16 mal für die Sbornaja und erzielte dabei sechs Tore.
Nach seiner aktiven Karriere war er von 1978 bis 1982 Trainer und 1987 Sportdirektor von Dinamo Tiflis.
Von 1990 bis 2000 war Assatiani Präsident des georgischen Sportverbandes. Nachdem er in den 1990er Jahren kurzzeitig georgischer Minister für Sport und Tourismus war, wurde er Vizepräsident der größten georgischen Fluggesellschaft Airzena (heutiger Name Georgian Airways), was er bis zu seinem Tod blieb. Assatiani wurde am Abend des 20. November 2002 auf offener Straße in Tiflis erschossen. Die Täter konnten nicht identifiziert werden.